# Željeznica Crne Gore
La Željeznica Crne Gore (ŽCG), in montenegrino Ferrovie del Montenegro, è la compagnia ferroviaria statale del Montenegro. Gestisce tutti i 331 km della rete ferroviaria del paese.

## Storia
La società fu fondata nel 2003 succedendo alla Jugoslovenske Železnice nella gestione delle linee montenegrine.
Nel 2008 la ŽCG è stata scissa in tre diverse società:
- Željeznička Infrastruktura Crne Gore (ŽICG), per la gestione dell'infrastruttura ferroviaria
- Željeznički prevoz Crne Gore (ŽPCG), per la gestione del traffico passeggeri
- Montecargo, per la gestione del traffico merci.

## Rete
La ŽCG gestisce le seguenti linee:
- Bijelo Polje–Podgorica–Antivari[1]

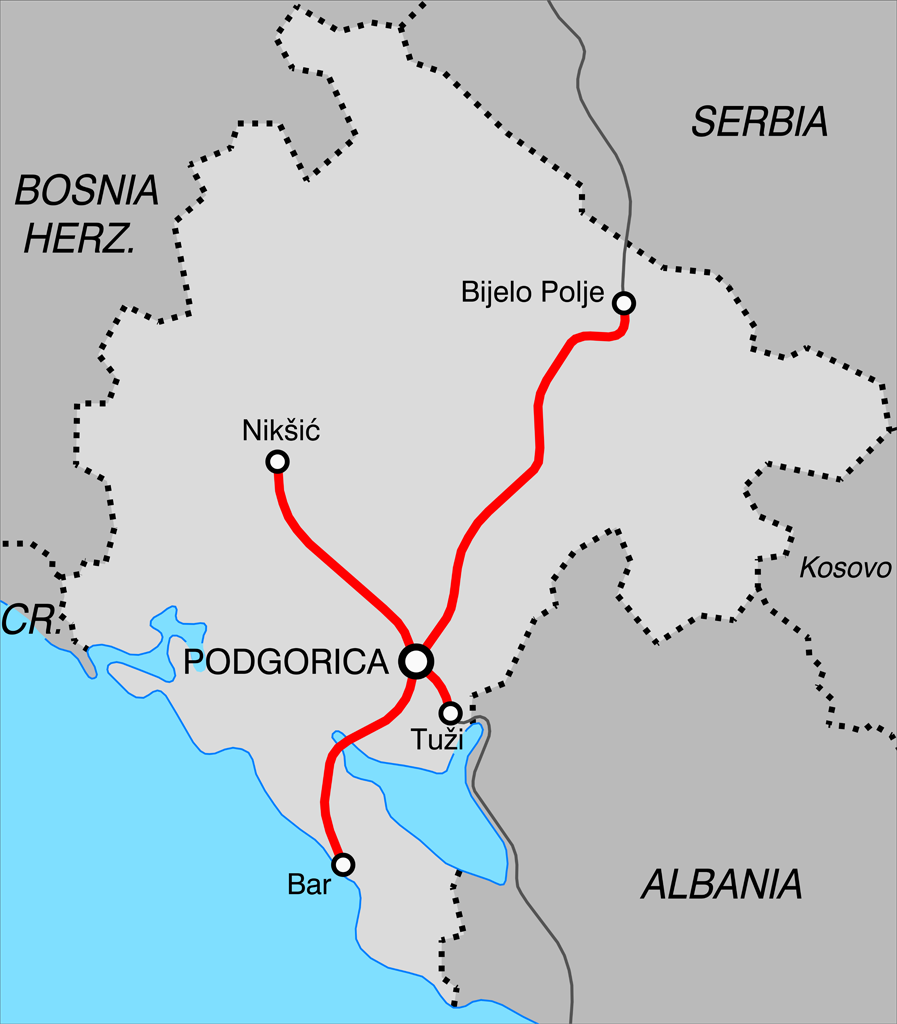
Mappa della rete

- Nikšić–Podgorica (riaperta nel 2012)
- Podgorica–Tuzi[2] (solo traffico merci)